# Acid Queen (album)
Cet article concerne un album de Tina Turner. Pour la chanson du groupe britannique The Who, voir Acid Queen.
Albums de Tina Turner
Tina Turns the Country On!
(1974) Rough
(1978)
Singles
1. Baby Get It On
Sortie : 1975
2. Whole Lotta Love
Sortie : 1976
3. Acid Queen
Sortie : 1976

Acid Queen est le deuxième album studio solo de Tina Turner. Il est paru en août 1975 sur les labels United Artists Records aux États-Unis et EMI au Royaume-Uni. Ike Turner chante sur le premier single qui en a été tiré, Baby Get It On.

## Historique
Acid Queen prend son titre du rôle joué par Tina Turner dans le film Tommy, un film musical fondé sur l'opéra-rock éponyme des Who, réalisé par Ken Russell.
La face A de l'album vinyle original est constitué de titres rock. Outre une version réenregistrée de la chanson ayant donné son titre à l'album, elle contenait aussi des titres des Rolling Stones, des Who et de Led Zeppelin. La face B a été écrite et produite principalement par Ike et Tina Turner et comprend ce qui fut le dernier titre R&B à succès de Ike & Tina Turner, aux influences disco, Baby Get It On. Les autres singles tirés de l'album sont Whole Lotta Love et Acid Queen, sorti au début de 1976.
L'album Acid Queen a été réédité en vinyle et CD avec différentes couvertures à la fois par EMI Music et sa filiale néerlandaise Disky Communications. La première version de l'album sur CD inclut trois pistes bonus tirés des albums de Ike & Tina Turner The Hunter et Outta Season.

## Liste des titres
| No | Titre                          | Auteur                                                               | Durée |
| -- | ------------------------------ | -------------------------------------------------------------------- | ----- |
| 1. | Under My Thumb                 | Mick Jagger, Keith Richards                                          | 3:22  |
| 2. | Let's Spend the Night Together | Mick Jagger, Keith Richards                                          | 2:54  |
| 3. | Acid Queen                     | Pete Townshend                                                       | 3:01  |
| 4. | I Can See for Miles            | Pete Townshend                                                       | 2:53  |
| 5. | Whole Lotta Love               | John Bonham, Willie Dixon, John Paul Jones, Jimmy Page, Robert Plant | 5:24  |
| 6. | Baby Get It On                 | Ike Turner, Tina Turner                                              | 5:34  |
| 7. | Bootsy Whitelaw                | Ike Turner, Tina Turner                                              | 5:06  |
| 8. | Pick Me Tonight                | Ike Turner, Tina Turner                                              | 3:13  |
| 9. | Rockin' and Rollin'            | Ike Turner, Tina Turner                                              | 4:02  |

| 10. | I Know (en)                   | Barbara George (en)        | 3:22 |
| 11. | Crazy 'Bout You Baby          | Sonny Boy Williamson II    | 3:26 |
| 12. | I've Been Loving You Too Long | Otis Redding, Jerry Butler | 3:55 |

## Personnel
- Tina Turner ; Chant
- Ike Turner ; Chant sur "Baby Get It On", production sur B1-B4, arrangements
- Ray Parker Jr. ; guitares
- Spencer Proffer ; guitares, production sur A1-A5, B1-B4, arrangements
- Henry Davis ; basse
- Jerry Peters ; claviers
- Clarence McDonald ; claviers
- Jeffrey Marmelzat ; claviers, arrangements
- Alan Lindgren ; synthétiseur Arp, String Ensemble
- Jimmie Haskell ; synthétiseur Arp, orchestration, production sur B2-B4, arrangements des cordes et cuivres
- The Sid Sharp Strings ; cordes
- Tom Scott ; saxophone, flûte, trompette
- Plas Johnson ; saxophone
- Bill Perkins ; saxophone
- Lew McCreary ; trombone
- Tony Terran; trompette
- Charley Finley ; trompette
- Julia Tillman Waters, Kim Carnes, Maxine Willard Waters ; chœurs
- Ed Greene ; batterie
- Joe Clayton ; congas
- Denny Diante ; percussions, arrangements, production sur A1-A5, B1-B5